# Documenta

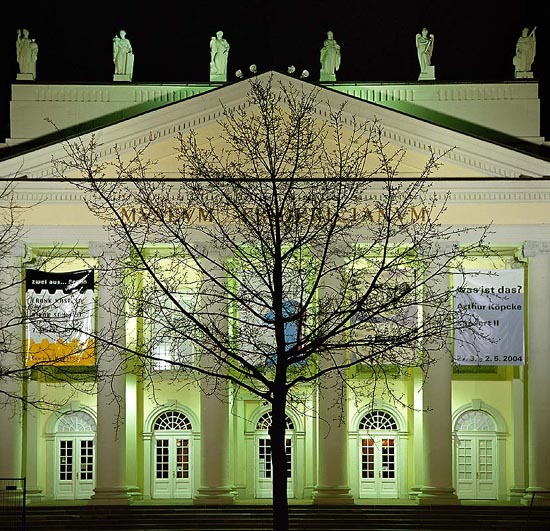
"Stadtverwaldung" de Joseph Beuys, documenta 7

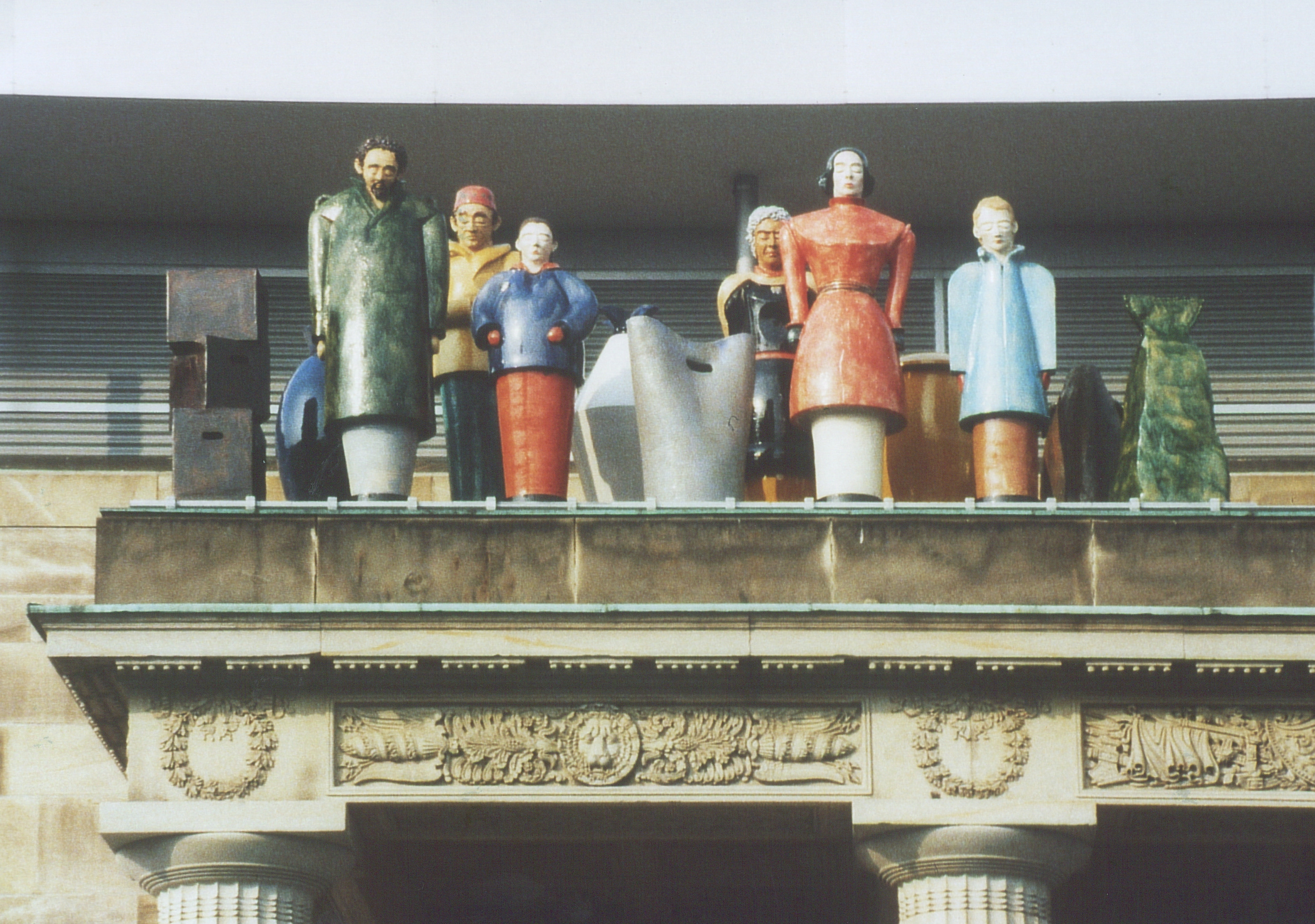
Die Fremden de Thomas Schütte DOCUMENTA IX

documenta (amb una d minúscula) és un dels certàmens d'art contemporani més important del món que se celebra cada cinc anys a la ciutat de Kassel.
Des de 1955 té lloc a Kassel, Alemanya, cada cinc anys (al principi era cada quatre anys) i dura cent dies. Per la seva durada també s'anomena el museu dels 100 dies. La documenta 13 va obrir les portes el 6 de juny i es clausurarà el 16 de setembre de 2012. En aquesta edició la seu de Kassel és compartida amb Kabul (del 20 de juny al 19 de juliol), Alexandria (de l'1 al 8 de juliol) i Banf (del 2 al 15 d'agost).

## Història
Va ser fundada per Arnold Bode i la primera edició de 1955 es va fer com una part del Bundesgartenschau (una fira d'horticultura) que se celebrava a Kassel en aquella època.
Aquesta primera documenta - en contrast amb la majoria de les expectatives - va ser d'un èxit considerable, perquè va presentar el treball de la majoria dels artistes del moment que posteriorment serien considerats d'una gran influència en l'art modern (Picasso i Kandinski entre d'altres). En la primera documenta Bode volia acostar l'art a la gent, sobretot als obrers. No es tractava de l'art contemporani sinó de l'art abstracte, especialment la pintura abstracta dels anys 20 i 30, oprimida en els temps del nacionalsocialisme. En els anys següents va canviar a poc a poc a altres formes d'art contemporani.
Al principi es limitava artistes europeus però aviat incloguí obres d'Amèrica, Àfrica i Àsia.
L'exposició aprofita diversos punts de la ciutat que moltes vegades estan incloses en les obres. La història de la documenta està plena de controvèrsies.
Es reflecteix la influència dels artistes, filosofies i teories i també de la política. Les xifres de visitants pugen continuadament des de la primera documenta (130.000 visitants) fins al 2002 (650.924). L'única mostra d'art contemporani comparable és la Biennal de Venècia.

## Obres permanents
Un reduït nombre de les obres exposades romanen en els museus de Kassel. Alguns treballs exteriors es troben avui dia en la ciutat, com el projecte 7000 roures de Joseph Beuys, que podria ser probablement el més important.
Amb l'ocasió de la documenta 6 en 1977,l'artista Horst H. Baumann va organitzar la instal·lació d'un làser, única en tot el món (en el sector públic).
Aquesta instal·lació es va reactivar més tard com Laserscape Kassel i segueix de forma modificada en funcionament.
Walter de Maria va perforar un quilòmetre vertical en el Friedrichsplatz (una plaça cèntrica) i va omplir el forat amb barres de llautó massisses de 5 cm de diàmetre que es van introduir en el terra. Des de dalt només es veu una xapa al mig el tall transversal rodó de la barra.
A la Documenta 7, 1982, Claes Oldenburg va muntar un pic punxegut de gran grandària a la riba del riu Fulda, que travessa el parc principal de la ciutat (Karlsaue). Aquesta va ser una de les poques escultures que van ser admeses per la població de Kassel amb gran entusiasme.
El Man walking to the sky de Jonathan Borofsky de la documenta de 9, instal·lat inicialment a la Fiederichplaz, es troba a la plaça de l'antiga estació central.
No van ser poques les obres d'art que van xocar a la població de Kassel amb escepticisme o amb denegació i de vegades va haver-hi resistència considerable com, per exemple, contra el quilòmetre vertical o els 7000 roures de Beuys. Obres que avui estan plenament acceptades i formen part de la ciutat.

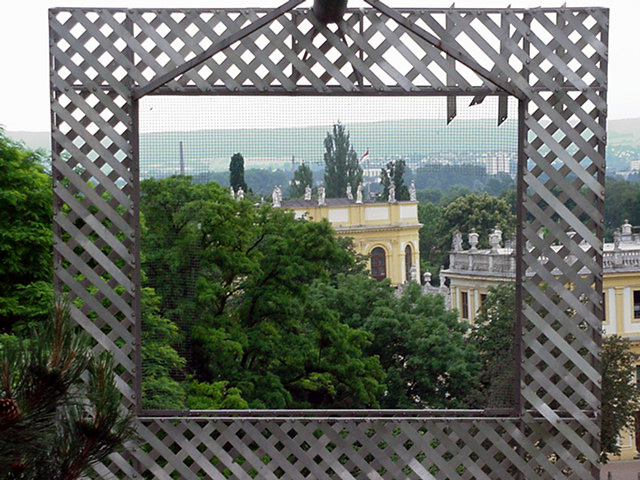
Rahmenbau al Staatstheater, de Haus Rucker 1977
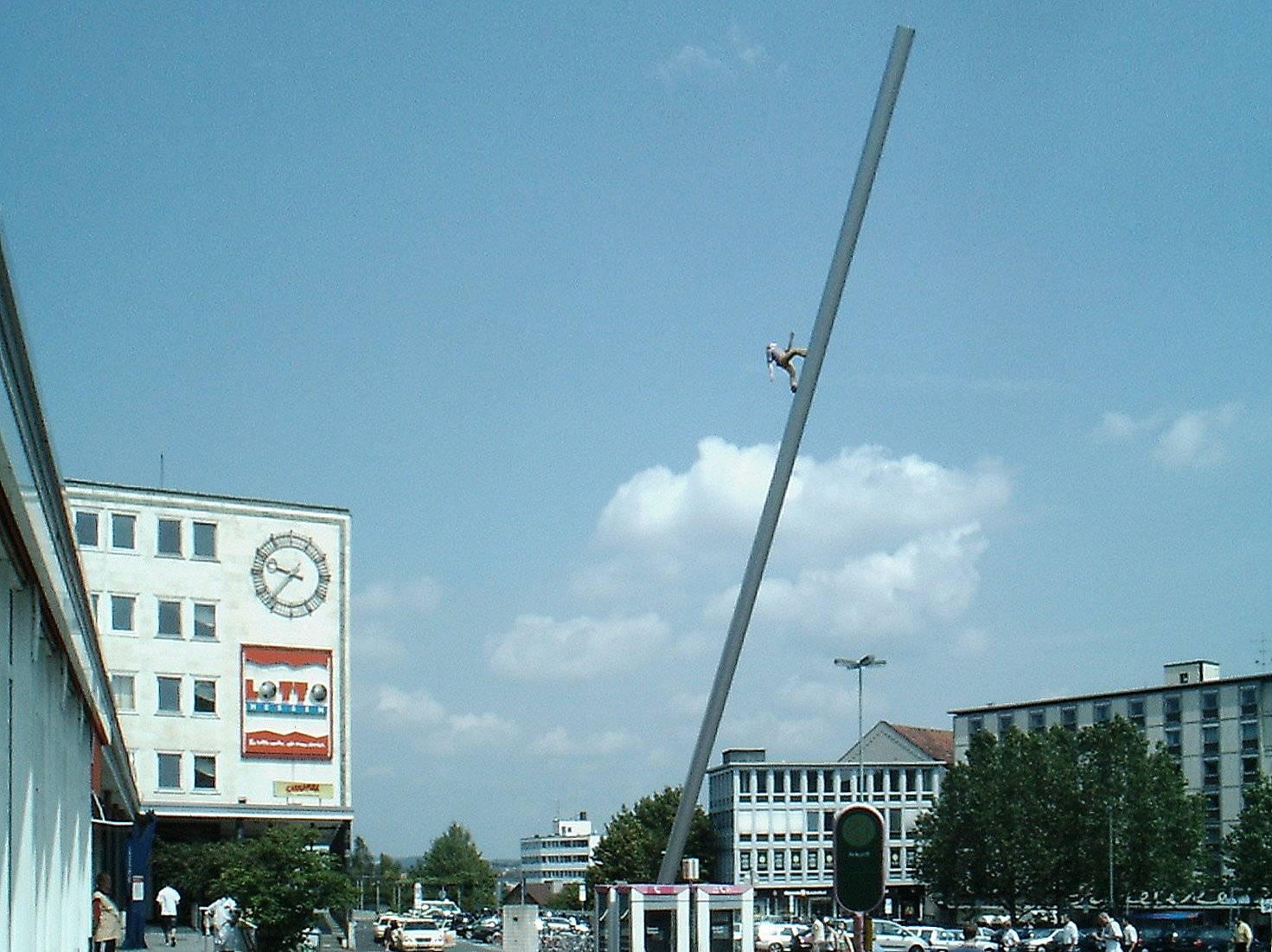
Man walking to the sky Jonathan Borofsky 1992
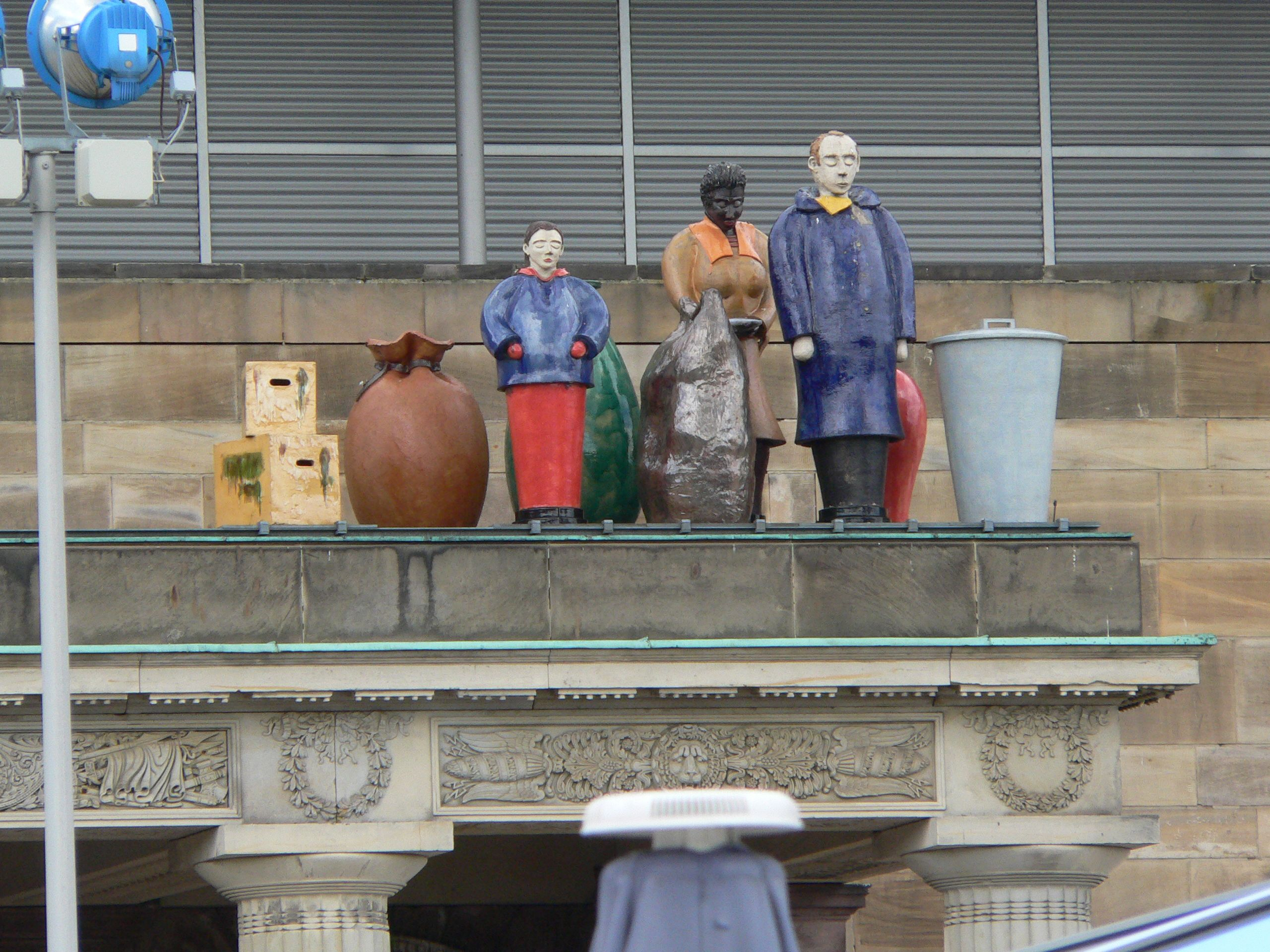
Die Fremden a la Friedrichsplatz Thomas Schütte 1992

## Llista de les exposicions del documenta
- documenta 1, 16 de juliol - 18 de setembre de 1955
- documenta 2, 11 de juliol - 11 d'octubre de 1959
- documenta 3, 27 de juny - 5 d'octubre de 1964
- documenta 4, 27 de juny - 6 d'octubre de 1968
- documenta 5, 30 de juny - 8 d'octubre de 1972, director artístic Harald Szeemann
- documenta 6, 24 de juny - 2 d'octubre de 1977, director artístic Manfred Schneckenburger
- documenta 7, 19 de juny - 28 de setembre de 1982, director artístic Rudi Fuchs
- documenta 8, 12 de juny - 20 de setembre de 1987, director artístic Manfred Schneckenburger
- documenta IX, 13 de juny - 20 de setembre de 1992, director artístic Jan Hoet
- documenta X, 21 de juny - 28 de setembre de 1997, director artístic Catherine David
- documenta 11, 8 de juny - 15 de setembre de 2002, director artístic Okwui Enwezor
- documenta 12, 16 de juny - 23 de setembre de 2007, director artístic Roger Buergel
- documenta 13, 6 de juny al 16 de setembre de 2012.
- documenta 14, 8 abril -16 juliol 2017 a Atenes (Grècia); 10 juny -17 setembre 2017 a Kassel, director artístic Adam Szymczyk
- documenta fifteen, 18 juny 2022 – 25 setembre 2022 a Kassel, director artístic col·lectiu ruangrupa
- documenta 16, 2027, dates per confirmar. Possibles comissaris Manuel J. Borja-Villel i Vasıf Kortun.[2]